# Route 234 (Québec)
Pour les articles homonymes, voir Route 234.
La route 234 (R-234) est une route régionale québécoise d'orientation est / ouest située sur la rive sud du fleuve Saint-Laurent. Elle dessert la région administrative du Bas-Saint-Laurent.

## Tracé
La route 234 est la continuité naturelle de la route 232 à Saint-Narcisse-de-Rimouski alors que cette dernière bifurque vers le nord, en direction de Rimouski.

À l'est de ce croisement, elle traverse Saint-Gabriel-de-Rimouski puis Sainte-Angèle-de-Mérici où elle chevauche la route 132 sur quelques kilomètres. La section entre ces deux villages est particulièrement valloneuse et sinueuse. En quittant la route 132, elle adopte une orientation nord-est / sud-ouest pour atteindre Price et ensuite Grand-Métis, où elle se termine sur l'autre branche de la route 132, à quelques mètres de l'entrée des Jardins de Métis.

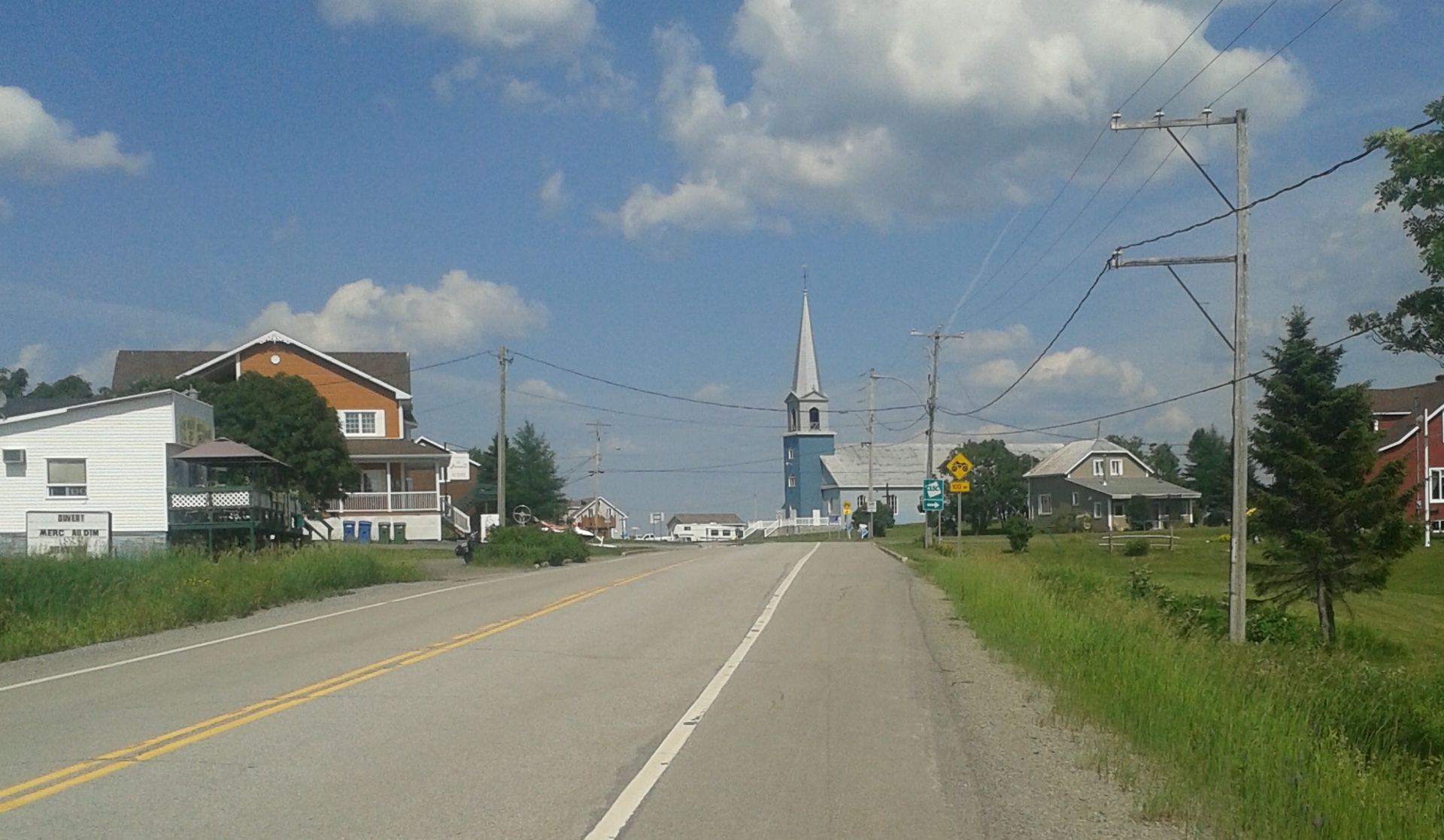
L'entrée du village de Saint-Marcellin.
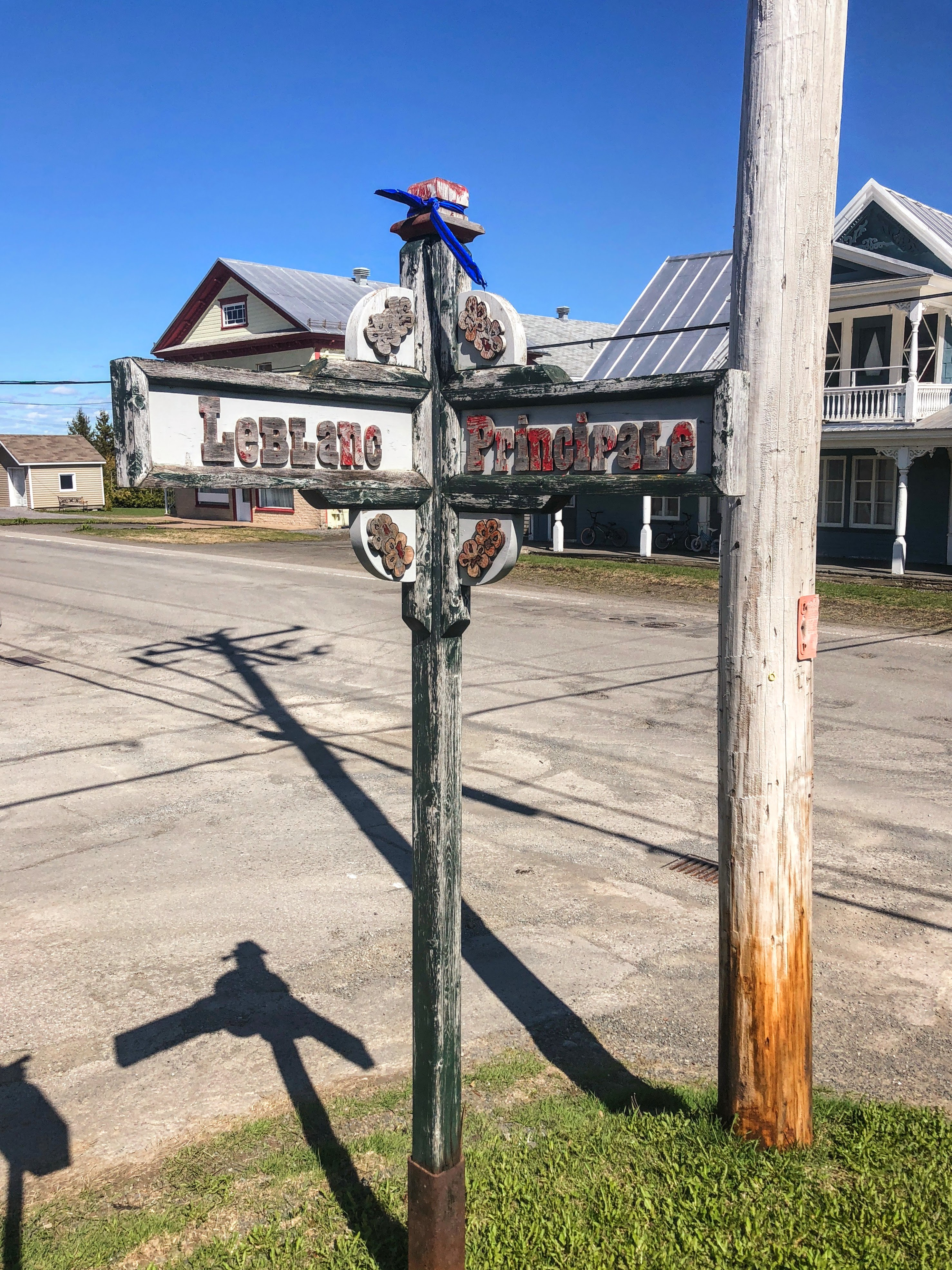
Panneaux de bois sur la rue Principale de Saint-Gabriel-de-Rimouski, concomitante avec la route 234.
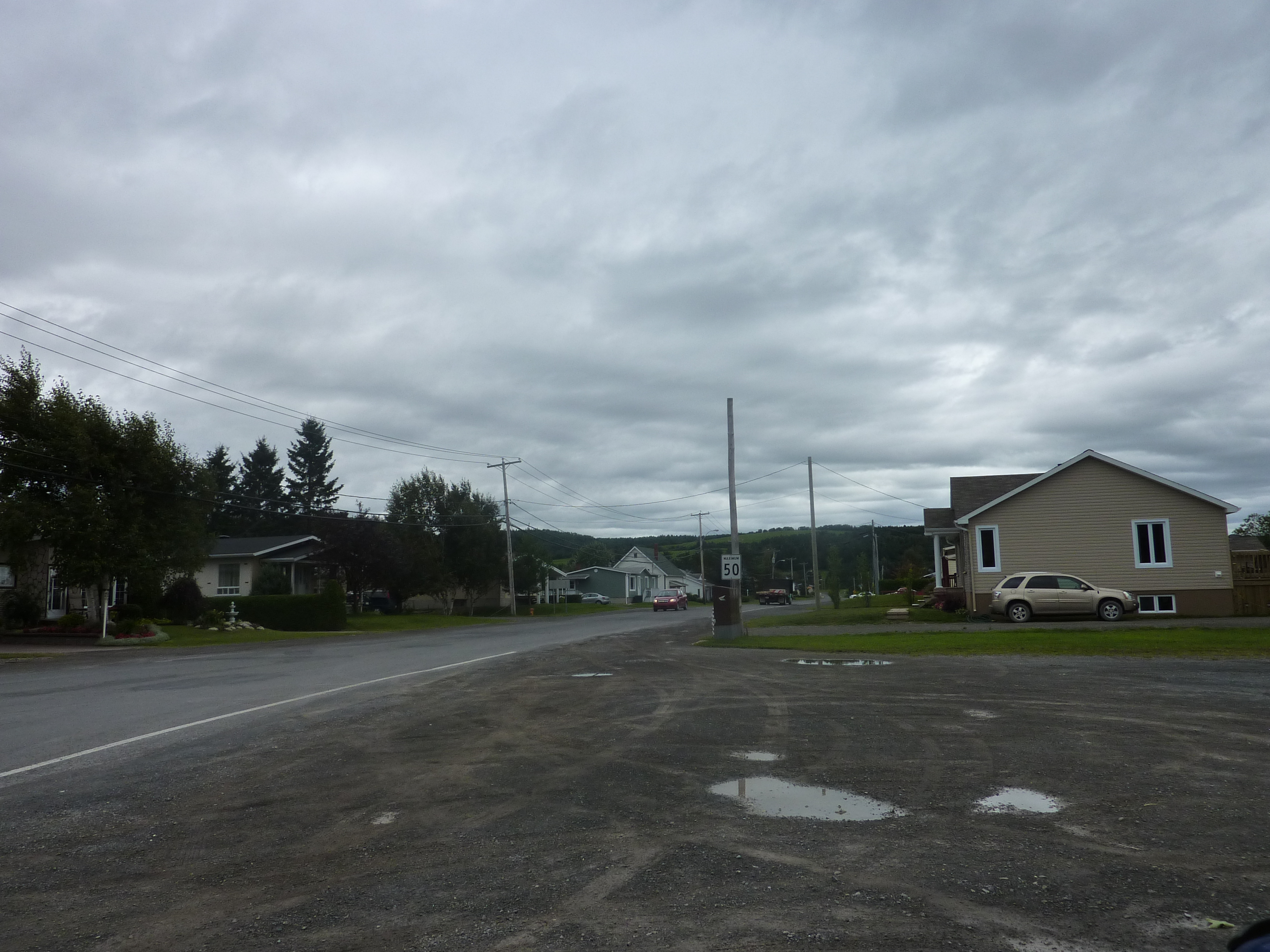
La route 234 dans le village de Sainte-Angèle-de-Mérici.
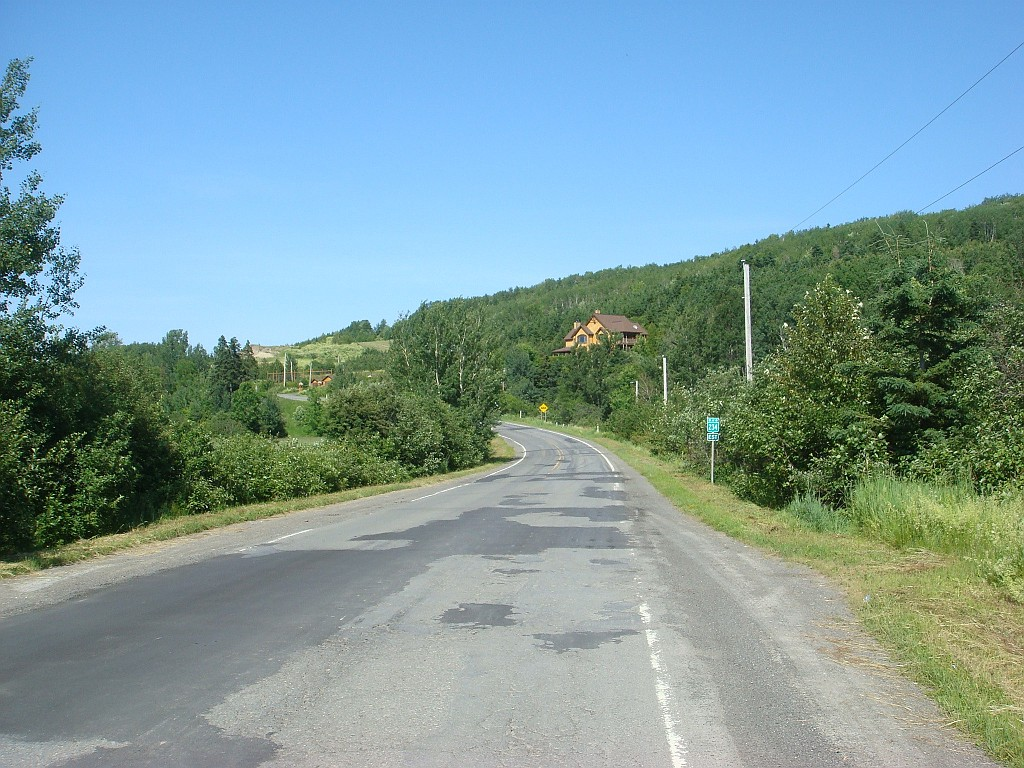
Route 234 dans les environs de Price.

## Localités traversées (d'ouest en est)
Liste des municipalités dont le territoire est traversé par la route 234, regroupées par municipalité régionale de comté.

### Bas-Saint-Laurent
Rimouski-Neigette
- Saint-Narcisse-de-Rimouski
- Saint-Marcellin

La Mitis
- Saint-Gabriel-de-Rimouski
- Sainte-Angèle-de-Mérici
- Saint-Octave-de-Métis
- Price
- Grand-Métis

## Intersections majeures
| MRC                     | Municipalité               | km    | Destinations                                                   | Notes                                     |
| ----------------------- | -------------------------- | ----- | -------------------------------------------------------------- | ----------------------------------------- |
| Rimouski-Neigette       | Saint-Narcisse-de-Rimouski | 0,00  | R-232 – Rimouski, La Trinité-des-Monts, Témiscouata-sur-le-Lac |                                           |
| La Mitis                | Saint-Gabriel-de-Rimouski  | 19,80 | R-298 est – Les Hauteurs, Saint-Charles-Garnier                | Terminus ouest du multiplex avec la R-298 |
| La Mitis                | Saint-Gabriel-de-Rimouski  | 23,30 | R-298 ouest – Saint-Donat                                      | Terminus est du multiplex avec la R-298   |
| La Mitis                | Sainte-Angèle-de-Mérici    | 35,00 | R-132 est – Amqui, Nouveau-Brunswick                           | Terminus ouest du multiplex avec la R-132 |
| La Mitis                | Sainte-Angèle-de-Mérici    | 39,10 | R-132 ouest – Mont-Joli                                        | Terminus est du multiplex avec la R-132   |
| La Mitis                | Grand-Métis                | 49,90 | R-132 – Sainte-Flavie, Mont-Joli, Matane                       |                                           |
| - Terminus de multiplex |                            |       |                                                                |                                           |